# تورت وئیتیت
تورت وئیتیت (به انگلیسی: Thortveitite) با فرمول شیمیایی (ScY)[Si2O7] از مجموعه کانی هاست و از نام مهندس نروژی O.Thortveit گرفته شده‌است. کمی در HCl محلول است - به سختی ذوب می‌شود. Sc2O3:53.5% SiO۲:۴۶٫۵٪ تا میزان ۱۰٪ محتوی Y2O۳ است. برای اولین بار در نروژ کشف شد و از نظر شکل بلور: منشوری، شفافیت: غیر شفاف - نیمه شفاف، شکستگی: صدفی - نامنظم، جلا: شیشه‌ای - الماسی، رخ: کامل- مطابق با، سیستم تبلور: مونوکلینیک و در رده‌بندی سیلیکات و منشأ تشکیل آن پگماتیتی است.
همایند کانی‌شناسی (پارانژ) آن - ایلمنیت- مونازیت- بریل- زیرکن است
کاربرد آن: منبع و منشأ Sc، از نظر ژیزمان بلوری - آگرگات شعاعی کمیاب است و بیشتر در نروژ، ماداگاسکار، روسیه، ژاپن، آمریکا یافت می‌شود.